# Taff y Bryn
Taff y Bryn är en bergstopp i Antarktis. Den ligger i Östantarktis. Nya Zeeland gör anspråk på området. Toppen på Taff y Bryn är 1 600 meter över havet.
Terrängen runt Taff y Bryn är huvudsakligen kuperad, men åt sydväst är den bergig. Trakten är obefolkad. Det finns inga samhällen i närheten. 